# 東加賀屋
東加賀屋（ひがしかがや）は、大阪府大阪市住之江区にある町名。現行行政地名は東加賀屋一丁目から東加賀屋四丁目。

## 地理
住之江区の北東部に位置し、東に粉浜西、西に中加賀屋、南に御崎、南東に浜口西、北に西成区南津守と接している。

## 歴史

### 沿革
1974年（昭和49年）、大阪市住吉区東加賀屋町1 - 4丁目・中加賀屋町1 - 4丁目の各一部より、住之江区東加賀屋1 - 4丁目成立。

## 世帯数と人口
2024年（令和6年）9月30日現在（大阪市発表）の世帯数と人口は以下の通りである。
| 丁目           | 世帯数    | 人口    |
| -------------- | --------- | ------- |
| 東加賀屋一丁目 | 1,696世帯 | 3,060人 |
| 東加賀屋二丁目 | 683世帯   | 1,196人 |
| 東加賀屋三丁目 | 744世帯   | 1,454人 |
| 東加賀屋四丁目 | 482世帯   | 803人   |
| 計             | 3,605世帯 | 6,513人 |

### 人口の変遷
国勢調査による人口の推移。
| 1995年（平成7年）  | 6,408人 | [ 6 ]  |  |
| 2000年（平成12年） | 7,145人 | [ 7 ]  |  |
| 2005年（平成17年） | 7,199人 | [ 8 ]  |  |
| 2010年（平成22年） | 6,711人 | [ 9 ]  |  |
| 2015年（平成27年） | 6,378人 | [ 10 ] |  |
| 2020年（令和2年）  | 6,316人 | [ 11 ] |  |

### 世帯数の変遷
国勢調査による世帯数の推移。
| 1995年（平成7年）  | 2,553世帯 | [ 6 ]  |  |
| 2000年（平成12年） | 2,960世帯 | [ 7 ]  |  |
| 2005年（平成17年） | 3,075世帯 | [ 8 ]  |  |
| 2010年（平成22年） | 3,005世帯 | [ 9 ]  |  |
| 2015年（平成27年） | 2,960世帯 | [ 10 ] |  |
| 2020年（令和2年）  | 3,207世帯 | [ 11 ] |  |

## 学区
市立小・中学校に通う場合、学区は以下の通りとなる。なお、小学校・中学校入学時に学校選択制度を導入しており、通学区域以外に住之江区にある小学校（自宅から概ね2km以内、学校の中心から距離で1.5km以内）・中学校から選択することも可能。
| 丁目           | 番   | 小学校                 | 中学校               |
| -------------- | ---- | ---------------------- | -------------------- |
| 東加賀屋一丁目 | 全域 | 大阪市立加賀屋東小学校 | 大阪市立加賀屋中学校 |
| 東加賀屋二丁目 | 全域 | 大阪市立加賀屋東小学校 | 大阪市立加賀屋中学校 |
| 東加賀屋三丁目 | 全域 | 大阪市立住吉川小学校   | 大阪市立真住中学校   |
| 東加賀屋四丁目 | 全域 | 大阪市立住吉川小学校   | 大阪市立真住中学校   |

## 事業所
2021年（令和3年）現在の経済センサス調査による事業所数と従業員数は以下の通りである。
| 丁目           | 事業所数  | 従業員数 |
| -------------- | --------- | -------- |
| 東加賀屋一丁目 | 51事業所  | 1,506人  |
| 東加賀屋二丁目 | 48事業所  | 267人    |
| 東加賀屋三丁目 | 39事業所  | 373人    |
| 東加賀屋四丁目 | 41事業所  | 189人    |
| 計             | 179事業所 | 2,335人  |

## 交通

### バス
2020年4月現在
- 大阪シティバス[15]
  - 48号系統：姫松橋 - 中加賀屋二丁目 - 中加賀屋一丁目 - 東加賀屋一丁目 - 回生橋

### 道路
- 南港通

## 施設
- 大阪市立加賀屋東小学校
- 南大阪病院[16]
- 住之江東加賀屋郵便局[17]
- 東加賀屋1公園
- 東加賀屋公園

## その他

### 日本郵便
- 〒559-0012[3]（集配局：住之江郵便局[18]）